# Edward Pococke
Edward Pococke (o Pocock) (1604 – 10 settembre 1691) è stato un biblista, orientalista ed ebraista inglese.

## Gioventù
Figlio di un pastore anglicano di Chieveley, nel Berkshire, studiò nella Lord Williams's School di Thame, nell'Oxfordshire e nel Corpus Christi College (Oxford) (studente nel 1620 e fellow, ossia membro del corpo docente, già nel 1628). Il primo risultato dei suoi studi fu un'edizione di un manoscritto conservato nella Bodleian Library di Oxford di quattro epistole neo-testamentarie (2 Pietro, 2 e 3 Giovanni, Giuda) che non si trovano nel canone siriaco, e che non erano contenute nelle edizioni europee della Peshitta. Il lavoro fu pubblicato a Leida su invito di Gerard Vossius nel 1630, e in quello stesso anno Pococke partì alla volta di Aleppo in veste di cappellano del commissionario inglese. Ad Aleppo studiò la Lingua araba e raccolse numerosi importanti manoscritti.
A quel tempo William Laud era Vescovo di Londra e Rettore della University of Oxford, e Pococke fu giudicato persona in grado di aiutarlo nella sua opera di perfezionamento di quella università. Laud istituì una cattedra di arabo a Oxford, e invitò Pococke ad occuparla. Questi assunse tale cattedra il 10 agosto 1636; ma la successiva estate navigò verso Costantinopoli per proseguire i propri studi e raccogliere ulteriori libri, rimanendo nella capitale ottomana per circa tre anni.
I suoi scritti più importanti sonoː Porta Moses  (Oxford, 1655), traduzione di sei sezioni del commento di  Maimonide alla Mishnah, e tre commenti a libri dell'Antico Testamento, pubblicati ad Oxfordː Michea e Malachia (1677), Osea (1685) e Giole (1691).